# Goniec Obozowy
Goniec Obozowy – czasopismo redagowane przez żołnierzy 2 Dywizji Strzelców Polskich gen. Bronisława Prugara-Ketlinga internowanych w Szwajcarii po przegranych walkach we Francji w 1940 roku.
Pierwszy numer o nakładzie 7 tys. egzemplarzy wyszedł 1 września 1940, zaś do końca wojny ukazało się 129 numerów. Pismo miało obieg wewnątrzobozowy i podlegało cenzurze (od marca do sierpnia 1941 było zawieszone). Czasopismo sięgało do dzieł klasyki narodowej, publikowało teksty związane ze świętami i rocznicami państwowymi, informacje o życiu obozów. Oprócz wierszy i tekstów żołnierzy internowanych w obozie w piśmie znalazły się też przedruki utworów z prasy emigracyjnej, rzadziej z konspiracyjnej w kraju. Pod pseudonimem artykuły ogłaszał Józef Maria Bocheński.
„Goniec Obozowy” wydawał własny dodatek literacki zatytułowany „Na żołnierskim szlaku”, który w latach 1942-1944 ukazywał się osobno, kolejno w czterech tomach. Zawierały one reportaże i relacje z przebiegu działań wojennych, teksty historyczne i współczesne związane z wojskowością, rocznicą włączenia Ziemi czerwieńskiej do Polski i uchodźstwem. W dodatku znalazły się teksty autorów, takich jak Arkady Fiedler, Janusz Meissner, Ksawery Pruszyński.